# Лейвінья
Лейвінья (порт. Leivinha, нар. 11 вересня 1949, Нову-Орізонті) — бразильський футболіст, що грав на позиції нападника.
Виступав, зокрема, за клуби «Палмейрас» та «Атлетіко Мадрид», а також національну збірну Бразилії.

## Клубна кар'єра
У дорослому футболі дебютував 1965 року виступами за нижчолігову команду «Ліненсе», а протягом 1966—1970 років захищав кольори вищолігового клубу «Португеза Деспортос».
Своєю грою за останню команду привернув увагу представників тренерського штабу клубу «Палмейрас», до складу якого приєднався 1971 року. Відіграв за команду із Сан-Паулу наступні п'ять сезонів своєї ігрової кар'єри. Більшість часу, проведеного у складі «Палмейраса», був основним гравцем атакувальної ланки команди і одним з головних бомбардирів команди, маючи середню результативність на рівні 0,4 гола за гру першості. За цей час двічі виборював титул чемпіона Бразилії та чемпіона штату Сан-Паулу.
У 1975 році він приєднався до іспанського «Атлетіко» разом зі своїм товаришем по команді Луїсом Перейрою. З цією командою він дебютував в іспанській Прімері 28 вересня 1975 року в грі проти «Саламанки» (4:1), забивши у тому матчі гол. З «матрасниками» Лейвінья виграв Кубок Іспанії у своєму першому сезоні та чемпіонат в наступному. У своєму дебютному сезоні в іспанському вищому дивізіоні Лейвінья став другим найкращим бомбардиром з 18 голами в 30 іграх, але в наступні роки через травми кількість проведених матчів і голів знизилась через травми, яки призвели до двох операцій на меніску. Наприкінці сезону 1978/79 років він покинув Іспанію та повернувся до Бразилії, забивши загалом за «Атлетіко» 40 голів у 77 офіційних матчах.
Завершив ігрову кар'єру у команді «Сан-Паулу», за яку виступав протягом 1979 року.

## Виступи за збірну
13 листопада 1968 року в товариському матчі з клубом «Корітіба», що завершився з рахунком 2:1, Лейвінья дебютував у складі національної збірної Бразилії, проте той матч вважається неофіційним. В офіційних матчах Лейвінья дебютував за збірну лише через 4 роки, 28 червня 1972 року в матчі Кубка незалежності Бразилії зі збірною Чехословаччини, що завершився з рахунком 0:0.
У складі збірної був учасником чемпіонату світу 1974 року у ФРН, на якому провів перші три матчі своєї збірної, причому останній матч зі збірною Заїру 22 червня 1974 року, виявився останнім для Лейвіньї у складі збірної. Загалом протягом кар'єри у національній команді, яка тривала 3 роки, провів у її формі 21 матч, забивши 7 голів. Також Лейвінья зіграв за збірну 6 неофіційних матчів.

## Титули і досягнення
- Чемпіон Бразилії (2):

«Палмейрас»: 1972, 1973
- Чемпіон штату Сан-Паулу (2):

«Палмейрас»: 1972, 1974
- Чемпіон Іспанії (1):

«Атлетіко Мадрид»: 1976–77
- Володар Кубка Іспанії (1):

«Атлетіко Мадрид»: 1975–76

## Особисте життя
Лейвінья — дядько іншого футболіста і гравця збірної Бразилії Лукаса Лейви.